# Eleições autárquicas portuguesas de 1997 no distrito de Santarém
| Eleições autárquicas portuguesas de 1997 Distritos: Aveiro \| Beja \| Braga \| Bragança \| Castelo Branco \| Coimbra \| Évora \| Faro \| Guarda \| Leiria \| Lisboa \| Portalegre \| Porto \| Santarém \| Setúbal \| Viana do Castelo \| Vila Real \| Viseu \| Açores \| Madeira |

## Resultados por concelho
Os resultados nos concelhos do Distrito de Santarém foram os seguintes:

### Abrantes
| Partido                 | Partido                           | Votos  | %               | +/-  | Vereadores | +/-     |
| ----------------------- | --------------------------------- | ------ | --------------- | ---- | ---------- | ------- |
|                         | Partido Socialista                | 13 718 | 55,93 / 100,00  | 8,21 | 5 / 7      | 1       |
|                         | Partido Social Democrata          | 6 638  | 27,07 / 100,00  | 1,45 | 2 / 7      | Estável |
|                         | Coligação Democrática Unitária    | 2 298  | 9,37 / 100,00   | 6,36 | 0 / 7      | 1       |
|                         | União Democrática Popular         | 396    | 1,61 / 100,00   | -    | 0 / 7      | -       |
|                         | Partido Socialista Revolucionário | 269    | 1,10 / 100,00   | Novo | 0 / 7      | Novo    |
|                         | Partido da Solidariedade Nacional | 74     | 0,30 / 100,00   | 0,53 | 0 / 7      | Estável |
| Votos Inválidos         | Votos Inválidos                   | 1 132  | 4,61 / 100,00   | 2,11 |            |         |
| Total                   | Total                             | 24 525 | 100,00 / 100,00 |      | 7 / 7      |         |
| Eleitorado/Participação | Eleitorado/Participação           | 41 271 | 59,42 / 100,00  | 4,84 |            |         |

### Alcanena
| Partido                 | Partido                        | Votos  | %               | +/-   | Vereadores | +/-     |
| ----------------------- | ------------------------------ | ------ | --------------- | ----- | ---------- | ------- |
|                         | Partido Socialista             | 4 353  | 51,54 / 100,00  | 4,99  | 4 / 7      | Estável |
|                         | Partido Social Democrata       | 1 804  | 21,36 / 100,00  | 18,43 | 2 / 7      | 1       |
|                         | Coligação Democrática Unitária | 1 143  | 13,53 / 100,00  | 3,59  | 1 / 7      | 1       |
|                         | Partido Popular                | 699    | 8,28 / 100,00   | -     | 0 / 7      | -       |
| Votos Inválidos         | Votos Inválidos                | 447    | 5,29 / 100,00   | 1,57  |            |         |
| Total                   | Total                          | 8 446  | 100,00 / 100,00 |       | 7 / 7      |         |
| Eleitorado/Participação | Eleitorado/Participação        | 12 514 | 67,49 / 100,00  | 5,52  |            |         |

### Almeirim
| Partido                 | Partido                        | Votos  | %               | +/-  | Vereadores | +/-     |
| ----------------------- | ------------------------------ | ------ | --------------- | ---- | ---------- | ------- |
|                         | Partido Socialista             | 6 360  | 61,78 / 100,00  | 0,03 | 5 / 7      | Estável |
|                         | Coligação Democrática Unitária | 2 008  | 19,51 / 100,00  | 1,65 | 1 / 7      | Estável |
|                         | Partido Social Democrata       | 1 431  | 13,90 / 100,00  | 0,97 | 1 / 7      | Estável |
| Votos Inválidos         | Votos Inválidos                | 495    | 4,80 / 100,00   | 1,67 |            |         |
| Total                   | Total                          | 10 294 | 100,00 / 100,00 |      | 7 / 7      |         |
| Eleitorado/Participação | Eleitorado/Participação        | 18 618 | 55,29 / 100,00  | 8,49 |            |         |

### Alpiarça
| Partido                 | Partido                        | Votos | %               | +/-   | Vereadores | +/-     |
| ----------------------- | ------------------------------ | ----- | --------------- | ----- | ---------- | ------- |
|                         | Partido Socialista             | 2 502 | 50,30 / 100,00  | 22,84 | 3 / 5      | 1       |
|                         | Coligação Democrática Unitária | 2 182 | 43,87 / 100,00  | 8,49  | 2 / 5      | 1       |
|                         | Partido Social Democrata       | 104   | 2,09 / 100,00   | 10,20 | 0 / 5      | Estável |
| Votos Inválidos         | Votos Inválidos                | 186   | 3,74 / 100,00   | 1,62  |            |         |
| Total                   | Total                          | 4 974 | 100,00 / 100,00 |       | 5 / 5      |         |
| Eleitorado/Participação | Eleitorado/Participação        | 6 692 | 74,33 / 100,00  | 8,29  |            |         |

### Benavente
| Partido                 | Partido                        | Votos  | %               | +/-  | Vereadores | +/-     |
| ----------------------- | ------------------------------ | ------ | --------------- | ---- | ---------- | ------- |
|                         | Coligação Democrática Unitária | 5 206  | 55,66 / 100,00  | 7,98 | 4 / 7      | 1       |
|                         | Partido Socialista             | 2 286  | 24,44 / 100,00  | 7,40 | 2 / 7      | 1       |
|                         | Partido Social Democrata       | 1 069  | 11,43 / 100,00  | 3,32 | 1 / 7      | Estável |
|                         | Partido Popular                | 385    | 4,12 / 100,00   | -    | 0 / 7      | -       |
| Votos Inválidos         | Votos Inválidos                | 408    | 4,36 / 100,00   | 0,22 |            |         |
| Total                   | Total                          | 9 354  | 100,00 / 100,00 |      | 7 / 7      |         |
| Eleitorado/Participação | Eleitorado/Participação        | 16 307 | 57,36 / 100,00  | 0,89 |            |         |

### Cartaxo
| Partido                 | Partido                        | Votos  | %               | +/-   | Vereadores | +/- |
| ----------------------- | ------------------------------ | ------ | --------------- | ----- | ---------- | --- |
|                         | Partido Socialista             | 7 405  | 63,43 / 100,00  | 12,16 | 6 / 7      | 2   |
|                         | Partido Social Democrata       | 2 361  | 20,22 / 100,00  | 7,72  | 1 / 7      | 1   |
|                         | Coligação Democrática Unitária | 1 224  | 10,48 / 100,00  | 6,34  | 0 / 7      | 1   |
|                         | Partido Popular                | 247    | 2,12 / 100,00   | -     | 0 / 7      | -   |
| Votos Inválidos         | Votos Inválidos                | 438    | 3,75 / 100,00   | 0,23  |            |     |
| Total                   | Total                          | 11 675 | 100,00 / 100,00 |       | 7 / 7      |     |
| Eleitorado/Participação | Eleitorado/Participação        | 19 663 | 59,38 / 100,00  | 5,45  |            |     |

### Chamusca
| Partido                 | Partido                        | Votos  | %               | +/-  | Vereadores | +/-     |
| ----------------------- | ------------------------------ | ------ | --------------- | ---- | ---------- | ------- |
|                         | Coligação Democrática Unitária | 3 026  | 47,55 / 100,00  | 5,28 | 4 / 7      | Estável |
|                         | Partido Socialista             | 1 870  | 29,38 / 100,00  | 7,09 | 2 / 7      | Estável |
|                         | Partido Social Democrata       | 892    | 14,02 / 100,00  | 1,11 | 1 / 7      | Estável |
|                         | Partido Popular                | 280    | 4,40 / 100,00   | 3,17 | 0 / 7      | Estável |
| Votos Inválidos         | Votos Inválidos                | 296    | 4,65 / 100,00   | 0,25 |            |         |
| Total                   | Total                          | 6 364  | 100,00 / 100,00 |      | 7 / 7      |         |
| Eleitorado/Participação | Eleitorado/Participação        | 10 519 | 60,50 / 100,00  | 5,34 |            |         |

### Constância
| Partido                 | Partido                        | Votos | %               | +/-  | Vereadores | +/-     |
| ----------------------- | ------------------------------ | ----- | --------------- | ---- | ---------- | ------- |
|                         | Coligação Democrática Unitária | 1 746 | 68,28 / 100,00  | 0,68 | 4 / 5      | Estável |
|                         | Partido Socialista             | 505   | 19,75 / 100,00  | 7,93 | 1 / 5      | 1       |
|                         | Partido Social Democrata       | 219   | 8,56 / 100,00   | 6,74 | 0 / 5      | 1       |
| Votos Inválidos         | Votos Inválidos                | 87    | 3,41 / 100,00   | 0,51 |            |         |
| Total                   | Total                          | 2 557 | 100,00 / 100,00 |      | 5 / 5      |         |
| Eleitorado/Participação | Eleitorado/Participação        | 3 348 | 76,37 / 100,00  | 0,94 |            |         |

### Coruche
| Partido                 | Partido                        | Votos  | %               | +/-  | Vereadores | +/-     |
| ----------------------- | ------------------------------ | ------ | --------------- | ---- | ---------- | ------- |
|                         | Coligação Democrática Unitária | 5 816  | 50,27 / 100,00  | 2,23 | 4 / 7      | Estável |
|                         | Partido Socialista             | 3 032  | 26,21 / 100,00  | 4,33 | 2 / 7      | Estável |
|                         | Partido Social Democrata       | 1 860  | 16,08 / 100,00  | 4,58 | 1 / 7      | Estável |
|                         | Partido Popular                | 267    | 2,31 / 100,00   | -    | 0 / 7      | -       |
| Votos Inválidos         | Votos Inválidos                | 595    | 5,14 / 100,00   | 0,20 |            |         |
| Total                   | Total                          | 11 570 | 100,00 / 100,00 |      | 7 / 7      |         |
| Eleitorado/Participação | Eleitorado/Participação        | 21 649 | 53,44 / 100,00  | 6,27 |            |         |

### Entroncamento
| Partido                 | Partido                        | Votos  | %               | +/-   | Vereadores | +/-     |
| ----------------------- | ------------------------------ | ------ | --------------- | ----- | ---------- | ------- |
|                         | Partido Socialista             | 3 364  | 38,97 / 100,00  | 14,57 | 3 / 7      | 2       |
|                         | Partido Social Democrata       | 2 980  | 34,52 / 100,00  | 8,92  | 3 / 7      | 1       |
|                         | Coligação Democrática Unitária | 1 250  | 14,48 / 100,00  | 3,96  | 1 / 7      | 1       |
|                         | Partido Popular                | 439    | 5,09 / 100,00   | 1,62  | 0 / 7      | Estável |
|                         | União Democrática Popular      | 215    | 2,49 / 100,00   | -     | 0 / 7      | -       |
| Votos Inválidos         | Votos Inválidos                | 384    | 4,45 / 100,00   | 0,83  |            |         |
| Total                   | Total                          | 8 632  | 100,00 / 100,00 |       | 7 / 7      |         |
| Eleitorado/Participação | Eleitorado/Participação        | 14 372 | 60,06 / 100,00  | 6,35  |            |         |

### Ferreira do Zêzere
| Partido                 | Partido                        | Votos | %               | +/-   | Vereadores | +/-     |
| ----------------------- | ------------------------------ | ----- | --------------- | ----- | ---------- | ------- |
|                         | Partido Social Democrata       | 3 221 | 53,84 / 100,00  | 11,58 | 3 / 5      | Estável |
|                         | Movimento Partido da Terra     | 1 884 | 31,49 / 100,00  | 0,22  | 2 / 5      | Estável |
|                         | Partido Socialista             | 516   | 8,62 / 100,00   | 3,63  | 0 / 5      | Estável |
|                         | Coligação Democrática Unitária | 69    | 1,15 / 100,00   | 0,16  | 0 / 5      | Estável |
| Votos Inválidos         | Votos Inválidos                | 293   | 4,89 / 100,00   | 1,08  |            |         |
| Total                   | Total                          | 5 983 | 100,00 / 100,00 |       | 5 / 5      |         |
| Eleitorado/Participação | Eleitorado/Participação        | 9 208 | 64,98 / 100,00  | 0,41  |            |         |

### Golegã
| Partido                 | Partido                        | Votos | %               | +/-   | Vereadores | +/-     |
| ----------------------- | ------------------------------ | ----- | --------------- | ----- | ---------- | ------- |
|                         | Partido Socialista             | 1 718 | 49,18 / 100,00  | 18,80 | 3 / 5      | 1       |
|                         | Coligação Democrática Unitária | 1 215 | 34,78 / 100,00  | 16,55 | 2 / 5      | 1       |
|                         | Partido Social Democrata       | 376   | 10,76 / 100,00  | 3,35  | 0 / 5      | Estável |
|                         | Partido Popular                | 75    | 2,15 / 100,00   | -     | 0 / 5      | -       |
| Votos Inválidos         | Votos Inválidos                | 109   | 3,12 / 100,00   | 1,05  |            |         |
| Total                   | Total                          | 3 493 | 100,00 / 100,00 |       | 5 / 5      |         |
| Eleitorado/Participação | Eleitorado/Participação        | 4 941 | 70,69 / 100,00  | 1,10  |            |         |

### Mação
| Partido                 | Partido                        | Votos | %               | +/-   | Vereadores | +/-     |
| ----------------------- | ------------------------------ | ----- | --------------- | ----- | ---------- | ------- |
|                         | Partido Social Democrata       | 3 162 | 47,91 / 100,00  | 3,30  | 3 / 5      | Estável |
|                         | Partido Socialista             | 2 888 | 43,76 / 100,00  | 14,93 | 2 / 5      | Estável |
|                         | Coligação Democrática Unitária | 228   | 3,45 / 100,00   | 0,45  | 0 / 5      | Estável |
| Votos Inválidos         | Votos Inválidos                | 322   | 3,88 / 100,00   | 0,81  |            |         |
| Total                   | Total                          | 6 600 | 100,00 / 100,00 |       | 5 / 5      |         |
| Eleitorado/Participação | Eleitorado/Participação        | 9 222 | 71,57 / 100,00  | 0,79  |            |         |

### Ourém
| Partido                 | Partido                        | Votos  | %               | +/-   | Vereadores | +/-     |
| ----------------------- | ------------------------------ | ------ | --------------- | ----- | ---------- | ------- |
|                         | Partido Social Democrata       | 11 655 | 50,01 / 100,00  | 10,60 | 4 / 7      | 1       |
|                         | Partido Socialista             | 8 382  | 35,96 / 100,00  | 21,95 | 3 / 7      | 2       |
|                         | Partido Popular                | 1 956  | 8,39 / 100,00   | 10,13 | 0 / 7      | 1       |
|                         | Coligação Democrática Unitária | 352    | 1,51 / 100,00   | 1,21  | 0 / 7      | Estável |
| Votos Inválidos         | Votos Inválidos                | 961    | 4,12 / 100,00   | 0,01  |            |         |
| Total                   | Total                          | 23 306 | 100,00 / 100,00 |       | 7 / 7      |         |
| Eleitorado/Participação | Eleitorado/Participação        | 37 291 | 62,50 / 100,00  | 0,59  |            |         |

### Rio Maior
| Partido                 | Partido                        | Votos  | %               | +/-  | Vereadores | +/-     |
| ----------------------- | ------------------------------ | ------ | --------------- | ---- | ---------- | ------- |
|                         | Partido Socialista             | 6 870  | 61,66 / 100,00  | 4,15 | 5 / 7      | Estável |
|                         | Partido Social Democrata       | 2 624  | 23,55 / 100,00  | 0,49 | 2 / 7      | Estável |
|                         | Partido Popular                | 680    | 6,10 / 100,00   | 0,09 | 0 / 7      | Estável |
|                         | Coligação Democrática Unitária | 462    | 4,15 / 100,00   | 2,27 | 0 / 7      | Estável |
| Votos Inválidos         | Votos Inválidos                | 506    | 4,54 / 100,00   | 1,30 |            |         |
| Total                   | Total                          | 11 142 | 100,00 / 100,00 |      | 7 / 7      |         |
| Eleitorado/Participação | Eleitorado/Participação        | 18 151 | 61,39 / 100,00  | 7,69 |            |         |

### Salvaterra de Magos
| Partido                 | Partido                        | Votos  | %               | +/-   | Vereadores | +/-     |
| ----------------------- | ------------------------------ | ------ | --------------- | ----- | ---------- | ------- |
|                         | Coligação Democrática Unitária | 4 623  | 50,36 / 100,00  | 26,86 | 4 / 7      | 2       |
|                         | Partido Socialista             | 3 094  | 33,71 / 100,00  | 15,02 | 2 / 7      | 2       |
|                         | Partido Social Democrata       | 1 069  | 11,65 / 100,00  | 8,50  | 1 / 7      | Estável |
| Votos Inválidos         | Votos Inválidos                | 393    | 4,29 / 100,00   | 0,37  |            |         |
| Total                   | Total                          | 9 179  | 100,00 / 100,00 |       | 7 / 7      |         |
| Eleitorado/Participação | Eleitorado/Participação        | 16 571 | 55,39 / 100,00  | 2,92  |            |         |

### Santarém
| Partido                 | Partido                        | Votos  | %               | +/-  | Vereadores | +/-     |
| ----------------------- | ------------------------------ | ------ | --------------- | ---- | ---------- | ------- |
|                         | Partido Socialista             | 16 718 | 48,64 / 100,00  | 3,17 | 5 / 9      | 1       |
|                         | Partido Social Democrata       | 9 214  | 26,81 / 100,00  | 2,19 | 3 / 9      | 1       |
|                         | Coligação Democrática Unitária | 5 238  | 15,24 / 100,00  | 2,77 | 1 / 9      | Estável |
|                         | Partido Popular                | 1 104  | 3,21 / 100,00   | 2,84 | 0 / 9      | Estável |
|                         | União Democrática Popular      | 522    | 1,52 / 100,00   | 0,30 | 0 / 9      | Estável |
| Votos Inválidos         | Votos Inválidos                | 1 574  | 4,58 / 100,00   | 0,77 |            |         |
| Total                   | Total                          | 34 370 | 100,00 / 100,00 |      | 9 / 9      |         |
| Eleitorado/Participação | Eleitorado/Participação        | 55 670 | 61,74 / 100,00  | 3,81 |            |         |

### Sardoal
| Partido                 | Partido                        | Votos | %               | +/-   | Vereadores | +/-     |
| ----------------------- | ------------------------------ | ----- | --------------- | ----- | ---------- | ------- |
|                         | Partido Social Democrata       | 2 122 | 69,26 / 100,00  | 19,58 | 4 / 5      | 1       |
|                         | Partido Socialista             | 791   | 25,82 / 100,00  | 16,12 | 1 / 5      | 1       |
|                         | Coligação Democrática Unitária | 62    | 2,02 / 100,00   | 0,64  | 0 / 5      | Estável |
| Votos Inválidos         | Votos Inválidos                | 89    | 2,90 / 100,00   | 0,35  |            |         |
| Total                   | Total                          | 3 064 | 100,00 / 100,00 |       | 5 / 5      |         |
| Eleitorado/Participação | Eleitorado/Participação        | 3 972 | 77,14 / 100,00  | 1,12  |            |         |

### Tomar
| Partido                 | Partido                        | Votos  | %               | +/-   | Vereadores | +/-     |
| ----------------------- | ------------------------------ | ------ | --------------- | ----- | ---------- | ------- |
|                         | Partido Social Democrata       | 10 916 | 43,58 / 100,00  | 11,84 | 4 / 7      | 1       |
|                         | Partido Socialista             | 6 954  | 27,76 / 100,00  | 23,10 | 2 / 7      | 2       |
|                         | Coligação Democrática Unitária | 5 203  | 20,77 / 100,00  | 15,12 | 1 / 7      | 1       |
|                         | Partido Popular                | 814    | 3,25 / 100,00   | 1,85  | 0 / 7      | Estável |
| Votos Inválidos         | Votos Inválidos                | 1 162  | 4,64 / 100,00   | 0,03  |            |         |
| Total                   | Total                          | 25 049 | 100,00 / 100,00 |       | 7 / 7      |         |
| Eleitorado/Participação | Eleitorado/Participação        | 40 906 | 61,24 / 100,00  | 2,40  |            |         |

### Torres Novas
| Partido                 | Partido                        | Votos  | %               | +/-   | Vereadores | +/-     |
| ----------------------- | ------------------------------ | ------ | --------------- | ----- | ---------- | ------- |
|                         | Partido Socialista             | 10 280 | 49,26 / 100,00  | 9,74  | 4 / 7      | 1       |
|                         | Partido Social Democrata       | 5 877  | 28,16 / 100,00  | 10,94 | 2 / 7      | 1       |
|                         | Coligação Democrática Unitária | 2 751  | 13,18 / 100,00  | 0,35  | 1 / 7      | Estável |
|                         | Partido Popular                | 553    | 2,65 / 100,00   | 0,01  | 0 / 7      | Estável |
|                         | União Democrática Popular      | 355    | 1,70 / 100,00   | -     | 0 / 7      | -       |
| Votos Inválidos         | Votos Inválidos                | 1 051  | 5,04 / 100,00   | 0,14  |            |         |
| Total                   | Total                          | 20 867 | 100,00 / 100,00 |       | 7 / 7      |         |
| Eleitorado/Participação | Eleitorado/Participação        | 32 729 | 63,76 / 100,00  | 1,70  |            |         |

### Vila Nova da Barquinha
| Partido                 | Partido                        | Votos | %               | +/-   | Vereadores | +/-     |
| ----------------------- | ------------------------------ | ----- | --------------- | ----- | ---------- | ------- |
|                         | Partido Socialista             | 2 257 | 51,11 / 100,00  | 3,10  | 3 / 5      | Estável |
|                         | Partido Popular                | 871   | 19,72 / 100,00  | -     | 1 / 5      | -       |
|                         | Partido Social Democrata       | 758   | 17,16 / 100,00  | 14,22 | 1 / 5      | 1       |
|                         | Coligação Democrática Unitária | 366   | 8,29 / 100,00   | 2,77  | 0 / 5      | Estável |
| Votos Inválidos         | Votos Inválidos                | 164   | 3,72 / 100,00   | 0,27  |            |         |
| Total                   | Total                          | 4 416 | 100,00 / 100,00 |       | 5 / 5      |         |
| Eleitorado/Participação | Eleitorado/Participação        | 6 684 | 66,07 / 100,00  | 1,33  |            |         |